# 애플베리
애플베리(apple-berry, 학명: Billardiera scandens 빌라르디에라 스칸덴스[*])는 미나리과의 소관목이다. 원산지는 오스트레일리아이다.

## 사진

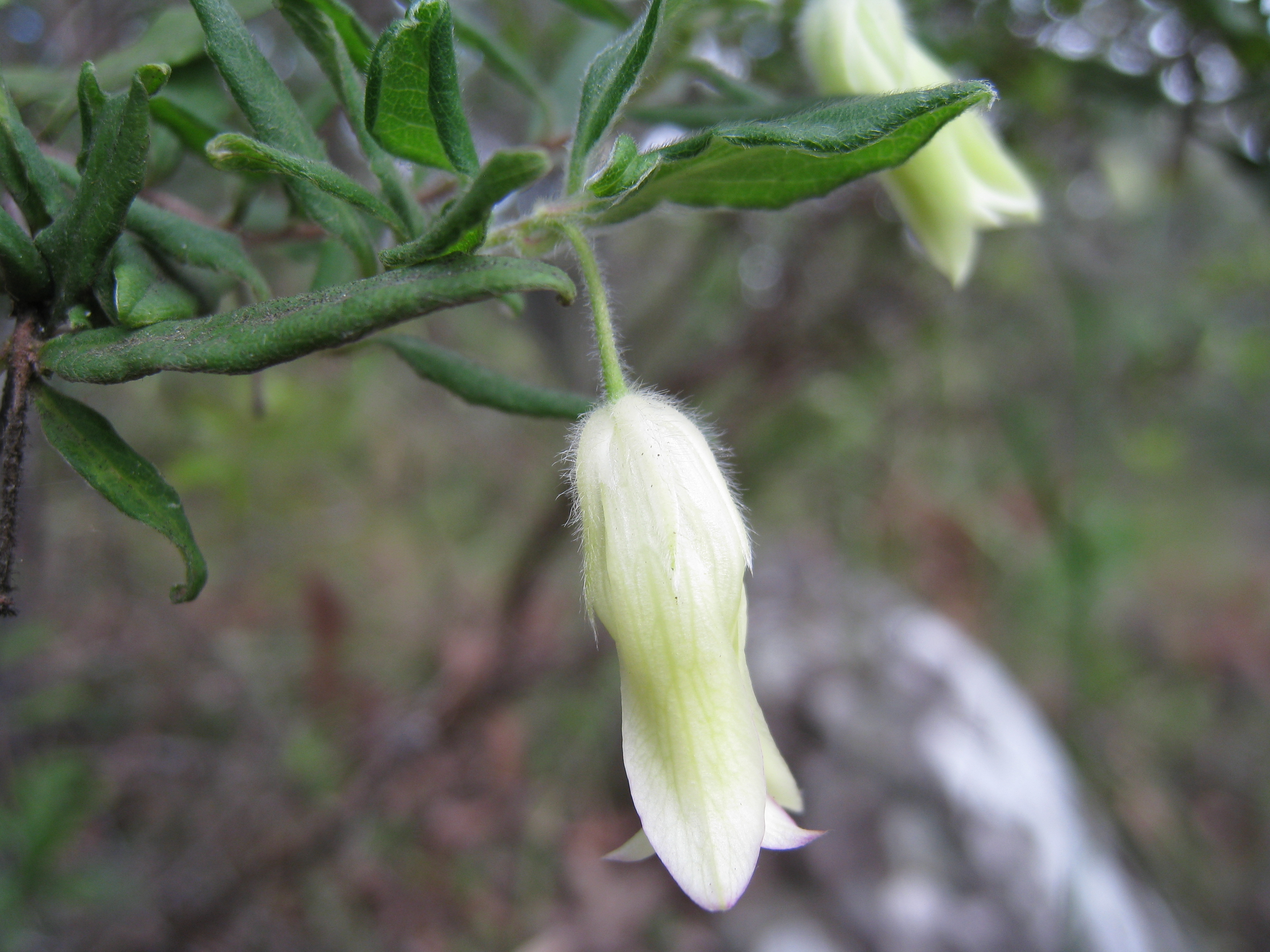
꽃
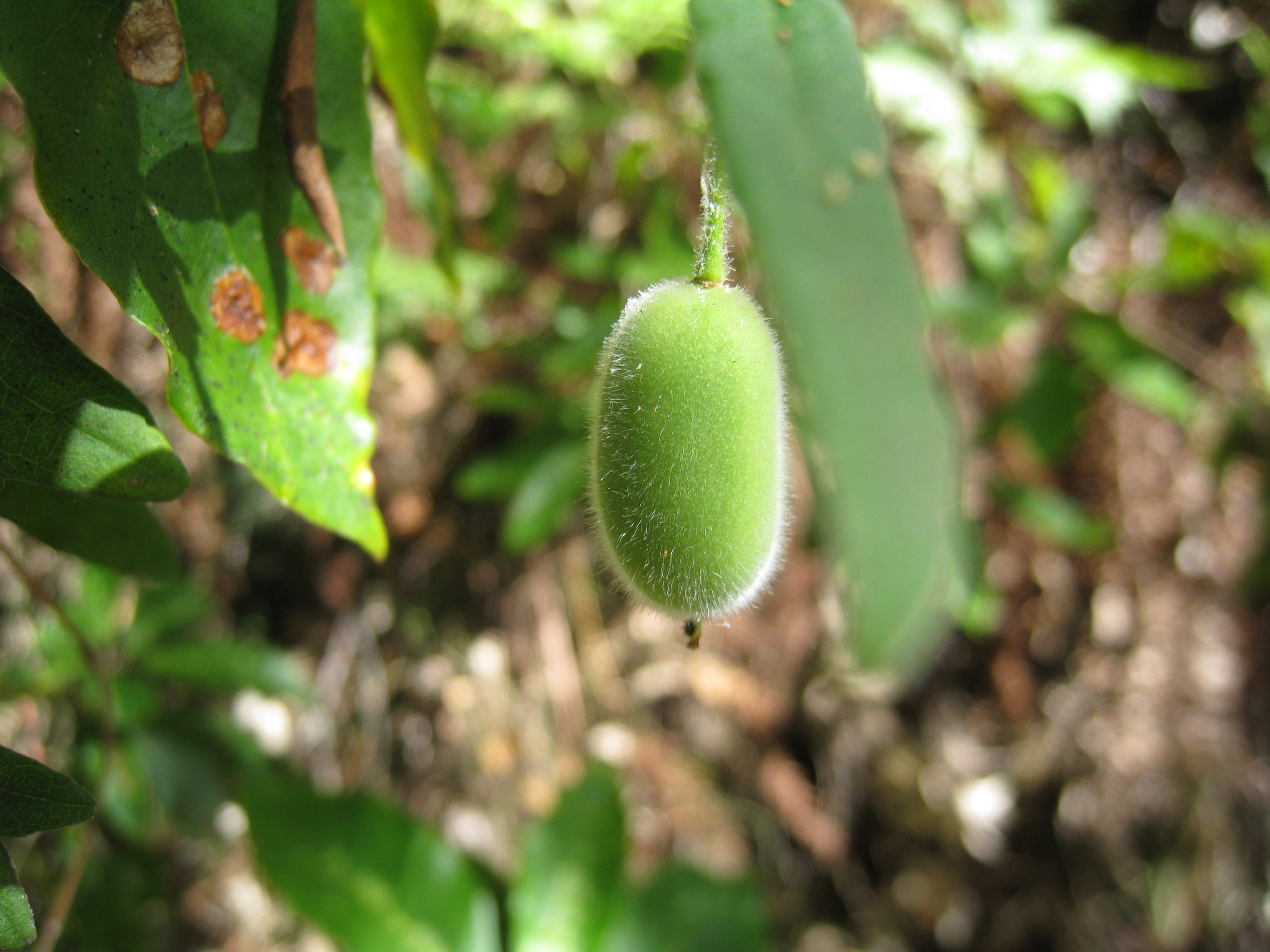
열매